# Zgornje Jarše, Domžale
Zgornje Jarše este o localitate din comuna Domžale, Slovenia, cu o populație de 292 de locuitori.